# Christian Dalger
Christian Dalger (19. prosince 1949, Nîmes – 1. července 2023) byl francouzský fotbalista, útočník. Po skončení aktivní kariéry působil jako trenér.

## Fotbalová kariéra
Začínal v týmu SC Toulon. Od roku hrál 9 sezón za AS Monaco, se kterým získal v roce 1978 mistrovský titul a v roce 1980 francouzský fotbalový pohár. Kariéru zakončil v SC Toulon, se kterým postoupil do francouzské ligy. V Ligue 1 nastoupil ve 223 utkáních a dal 56 ligových gólů. V Poháru mistrů evropských zemí nastoupil ve 4 utkáních,  v Poháru vítězů pohárů nastoupil ve 2 utkáních a v Poháru UEFA nastoupil ve 4 utkáních a dal 1 gól. Za francouzskou reprezentaci nastoupil v letech 1974–1978 v 6 utkáních a dal 2 góly. Na Mistrovství světa ve fotbale 1978 nastoupil ve všech 3 utkáních.

## Ligová bilance
| Ročník            | Zápasy | Góly | Klub      |
| ----------------- | ------ | ---- | --------- |
| Ligue 2 1966/1967 | 14     | 2    | SC Toulon |
| Ligue 2 1967/1968 | 29     | 7    | SC Toulon |
| Ligue 2 1968/1969 | 31     | 4    | SC Toulon |
| Ligue 2 1969/1970 | 25     | 3    | SC Toulon |
| Ligue 2 1970/1971 | 24     | 12   | SC Toulon |
| Ligue 2 1971/1972 | 8      | 2    | SC Toulon |
| Ligue 1 1971/1972 | 21     | 4    | AS Monaco |
| Ligue 1 1972/1973 | 32     | 16   | AS Monaco |
| Ligue 1 1973/1974 | 38     | 9    | AS Monaco |
| Ligue 1 1974/1975 | 33     | 7    | AS Monaco |
| Ligue 1 1975/1976 | 26     | 3    | AS Monaco |
| Ligue 1 1976/1977 | 31     | 7    | AS Monaco |
| Ligue 1 1977/1978 | 36     | 18   | AS Monaco |
| Ligue 1 1978/1979 | 33     | 8    | AS Monaco |
| Ligue 1 1979/1980 | 30     | 7    | AS Monaco |
| Ligue 2 1981/1982 | 34     | 15   | SC Toulon |
| Ligue 2 1982/1983 | 32     | 18   | SC Toulon |
| Ligue 1 1983/1984 | 6      | 0    | SC Toulon |
| CELKEM Ligue 1    | 223    | 56   |           |